# Siemens VDO
Siemens VDO Automotive AG eller blot VDO er en tysk fabrikant af bilkomponenter, som indgår i Continental AG.
VDO leverer elektriske komponenter til bilindustrien. Firmaet er frem for alt kendt for deres instrumenter som f.eks. speedometre. VDO er en forkortelse for Vereinigte DEUTA und OTA og blev skabt, da disse to firmaer gik sammen i 1929. I 1994 blev VDO købt af Mannesmann og fik navnet Mannesmann VDO AG, og i 2001 blev det en del af Siemens AG.
| Tyskland | Spire Denne artikel om et firma eller en virksomhed i Tyskland er en spire som bør udbygges. Du er velkommen til at hjælpe Wikipedia ved at udvide den. |